# NS 9000
De locomotief NS 9001 was een tenderlocomotief van de Nederlandse Spoorwegen tussen 1945 en 1947. 
De locomotief is in 1924 door de fabriek van Linke Hoffmann Lauchhammer in Berlijn gebouwd voor Braunschweigische Landes-Eisenbahn-Gesellschaft (BLE), waar de locomotief het nummer 30 droeg. Tijdens de Tweede Wereldoorlog werd de locomotief door de Deutsche Reichsbahn (DRB) overgenomen en ingedeeld in de serie 92 met het nummer 92 1081. Na de oorlog bleef de locomotief in Nederland achter en werd door de Nederlandse Spoorwegen (NS) voorzien van het nummer 9001. Wegens de schade aan de locomotief en de moeilijke verkrijgbaarheid van onderdelen heeft de 9001 geen dienst gedaan bij NS. In 1947 keerde de locomotief terug naar Duitsland, waar de locomotief alsnog werd hersteld en in dienst gesteld.

## Overzicht
| NS nummer | Fabrikant                  | Fabrieksnummer | Bouwjaar | BLE nummer | DRB nummer | Afvoer | Opmerkingen |
| --------- | -------------------------- | -------------- | -------- | ---------- | ---------- | ------ | ----------- |
| 9001      | Linke Hoffmann Lauchhammer | 2939           | 1924     | 30         | 92 1081    | 1960   |             |